# Zolmitriptano
Zolmitriptano ou zolmitriptana é um fármaco utilizado pela medicina como antienxaquecoso.
Sua ação envolve basicamente o agonismo do receptor 5HT1D, responsável pelo controle da vasoconstrição dos vasos do crânio e da dura-máter, onde existem fibras nervosas aferentes provindas do trigêmeo, provocantes de dor e vasodilatação.

## Contraindicações
É contraindicado o uso de zolmitriptano em pacientes hipertensos não-controlados.

## Reações adversas
- Boca seca[4]
- Tontura
- Sonolência
- Calor
- Náusea

## Interações
Pode ocorrer sinergismo se administrado concomitantemente com outros agonistas serotominérgicos. IMAO A reduzem o metabolismo do medicamento. IMAO B, paracetamol, metoclopramida, ergotamina, fluoxetina, pizotifeno, bloqueadores beta e diidroergotamina, geralmente não causam interação medicamentosa.